# Seanad Éireann

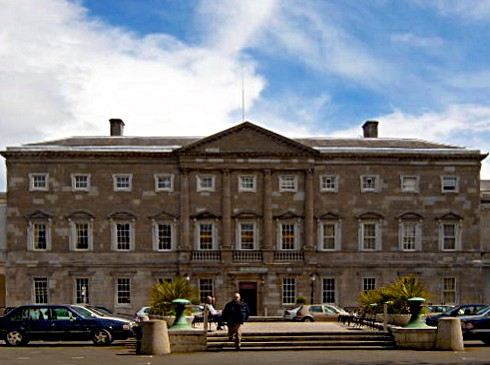
Leinster House, waar de Senaat van Ierland vergadert

De Seanad Éireann is het hogerhuis (of Senaat) van de Oireachtas, het parlement van Ierland. De Senaat vergadert in Leinster House in Dublin.

## Samenstelling
Seanad Éireann heeft 60 leden (senatoren):
- 11 leden worden aangewezen door de Taoiseach
- 6 worden gekozen door de afgestudeerden van sommige Ierse universiteiten
  - 3 door de afgestudeerden van National University of Ireland
  - 3 door de afgestudeerden van University of Dublin (over het algemeen bekend als het Trinity College, Dublin).
- 43 worden gekozen uit vijf panels die worden samengesteld door een kiezersgroep van TDs, senatoren en lokale politici. Elk van de vijf panels bestaat, in theorie, uit individuen die een specifieke kennis bezitten van, of ervaring hebben op de volgende terreinen: 
  - Onderwijs, kunst, Ierse taal en Ierse letterkunde en cultuur
  - Landbouw en visserij
  - Arbeid
  - Handel en industrie (inclusief wetenschap en architectuur)
  - Openbaar bestuur en sociale voorzieningen (inclusief de vrijwilligerssector)

Onder de Ierse Grondwet moet de algemene verkiezing van de Seanad niet later dan 90 dagen na de ontbinding van de Dáil Éireann (het lagerhuis) plaatsvinden. De verkiezing gebeurt onder het systeem van evenredige vertegenwoordiging. Lidmaatschap is open aan allen die ook voor de Dáil kunnen worden gekozen, maar een senator kan niet ook lid zijn van het lagerhuis. Omdat de minister-president 11 leden kan benoemen, heeft de regering altijd een comfortabele meerderheid in de Senaat. Het komt zelden voor dat een wet in de Senaat wordt afgewezen.
Mede hierom deed de regering in 2009 het voorstel de Senaat af te schaffen. Hierover vond in oktober 2013 een referendum plaats. Het voorstel van de regering werd tot veler verrassing met nipte meerderheid verworpen. De regering gaf na de gevoelige klap te kennen de uitspraak van de bevolking te aanvaarden.
Abchazië: Parlement · 
Albanië: Kuvendi · 
Andorra: Consell General de les Valls · 
Armenië: Azgayin Zhoghov · 
Azerbeidzjan: Milli Məclis · 
België: Federaal Parlement (Senaat en Kamer) · 
Bosnië en Herzegovina: Parlementarna Skupština · 
Bulgarije: Narodno Sobranie · 
Cyprus: Vouli ton Antiprosópon · 
Denemarken: Folketing · 
Duitsland: Bundestag (en Bundesrat) · 
Estland: Riigikogu · 
Finland: Eduskunta · 
Frankrijk: Parlement (Assemblée nationale en Sénat) · 
Georgië: Parlement · 
Griekenland: Vouli · 
Hongarije: Országgyűlés · 
Ierland: Oireachtas (Dáil en Seanad) · 
IJsland: Alþingi · 
Italië: Parlement (Kamer en Senaat) · 
Kazachstan: Parlamenti (Majilis en Senaat) · 
Kosovo: Assemblee · 
Kroatië: Sabor · 
Letland: Saeima · 
Liechtenstein: Landtag · 
Litouwen: Seimas · 
Luxemburg: Chambre · 
Macedonië: Sobranie · 
Malta: Il-Kamra · 
Moldavië: Parlamentul · 
Monaco: Conseil National · 
Montenegro: Skupština · 
Nagorno-Karabach: Azgayin Zhoghov · 
Nederland: Staten-Generaal (Eerste Kamer en Tweede Kamer) · 
Noord-Cyprus: Cumhuriyet Meclisi · 
Noorwegen: Storting · 
Oekraïne: Verchovna Rada · 
Oostenrijk: Nationalrat · 
Polen: Sejm (en Senat) · 
Portugal: Assembleia da Republica · 
Roemenië: Camera Deputaţilor · 
Rusland: Federatieve vergadering (Staatsdoema en Federatieraad) · 
San Marino: Consiglio Grande e Generale · 
Servië: Narodna skupština · 
Slowakije: Národná Rada · 
Slovenië: Državni Zbor en Državni Svet · 
Spanje: Cortes Generales (Senado en Congreso de los Diputados) · 
Transnistrië: Opperste Sovjet · 
Tsjechië: Parlament (Senaat en Kamer van Afgevaardigden) · 
Turkije: Meclis · 
Verenigd Koninkrijk: Parliament (House of Commons en House of Lords) · 
Wit-Rusland: Nationale Vergadering (Huis van Afgevaardigden en Raad van de Republiek) · 
Zuid-Ossetië: Parlement · 
Zweden: Riksdag · 
Zwitserland: Bondsvergadering (Nationale Raad en Kantonsraad)
Cursief: wijst op een niet of slechts deels erkende staat